# إيمي وليامز
إيمي وليامز (بالإنجليزية: Amy Williams)‏ هي لاعبة اتحاد الرغبي نيوزيلندية، ولدت في 15 ديسمبر 1986 في هاستينجس في نيوزيلندا.